# پی‌یر ژوزف ردوته
پیر ژوزف ردوته (به فرانسوی: Pierre-Joseph Redouté‎، زادهٔ ۱۰ ژوئیه ۱۷۵۹ در سن-اوبر، بلژیک - مرگ در ۱۹ ژوئن ۱۸۴۰ در پاریس)؛ نقاش و گیاه‌شناسی بلژیکی است. شهرت او بیشتر جهت نقاشی‌های آب رنگی است که از رز و گل سوسن و دیگر گل‌ها کشیده‌است. او به عنوان رافائل گل‌ها شهرت دارد.

## نگارخانه

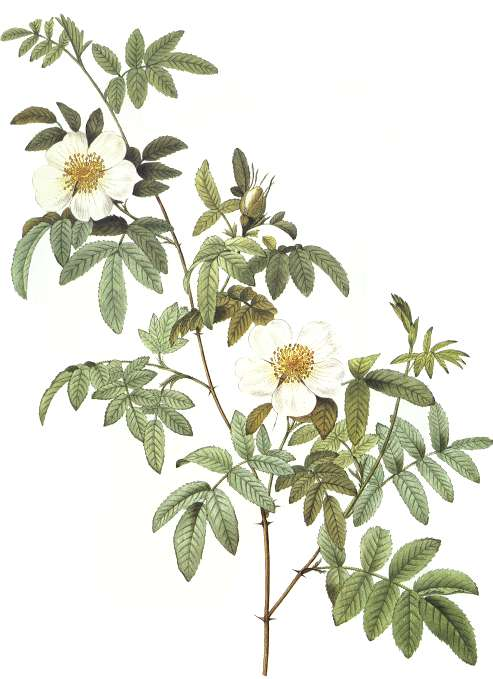
Rosa clinophylla
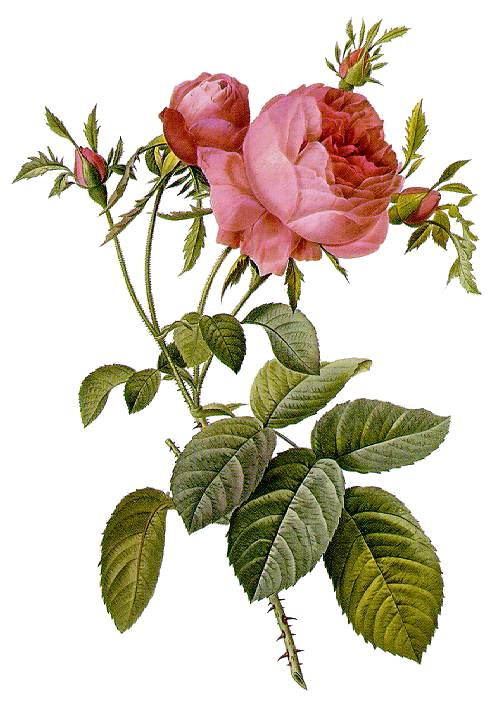
رز سنتیفولیا (رز کلمی)
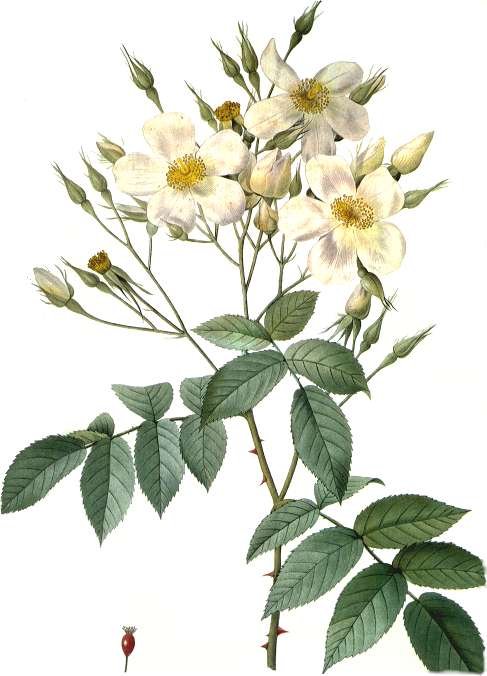
رز ماسک